# Nephila
Nephila är ett släkte av spindlar som ingår i familjen Nephilidae.

## Systematik
Släktet beskrevs av William Elford Leach 1815. Den första art som beskrevs var Nephila clavipes, vilket skedde redan 1767 av Linné, men han placerade den i ett annat släkte. Typart för släktet, Nephila pilipes beskrevs cirka 30 år senare, 1793 av Johan Christian Fabricius. Övriga släkten inom familjen Nephilidae är Clitaetra, Herennia och Nephilengys. 

## Utbredning, ekologi och utseende
Arterna inom släktet återfinns oftast i varmare länder och väver gärna enorma nät. De har vanligen ett vitt eller gråaktigt prosoma och randiga, proportionellt mycket långa ben där orange, gul eller rött växlas med svart men det förekommer också arter med enfärgade ben, till exempel Nephila fenestrata, vars ben är svarta.

## Arter
Artlista i alfabetisk ordning enligt Catalogue of Life:
- Nephila antipodiana
- Nephila clavata
- Nephila clavipes
- Nephila comorana
- Nephila constricta
- Nephila cornuta
- Nephila dirangensis
- Nephila edulis
- Nephila fenestrata
- Nephila inaurata
- Nephila kuhlii
- Nephila laurinae
- Nephila pakistaniensis
- Nephila pilipes
- Nephila plumipes
- Nephila robusta
- Nephila senegalensis
- Nephila sexpunctata
- Nephila sumptuosa
- Nephila tetragnathoides
- Nephila turneri
- Nephila vitiana